# Cầu Phong Châu
Cầu Phong Châu đã từng là một cây cầu bắc qua sông Hồng trên Quốc lộ 32C, nối liền hai huyện Lâm Thao và Tam Nông thuộc tỉnh Vĩnh Phú (nay là tỉnh Phú Thọ), Việt Nam.
Cầu có lý trình tại Km 18+300 Quốc lộ 32C, kết nối xã Phùng Nguyên, huyện Lâm Thao với xã Vạn Xuân, huyện Tam Nông.
Cầu Phong Châu được xây dựng theo công nghệ cũ với kết cấu dàn thép, có chiều dài 375,36 m. Công trình được khánh thành vào ngày 28 tháng 7 năm 1995.
Phần đường xe chạy 7m, lề người đi mỗi bên 1m; bề rộng mặt cầu 9,5m. Cầu gồm 8 nhịp, trong đó hai nhịp 6 và 7 được chế tạo từ hai nhịp giàn giản đơn 64m do Bulgaria chế tạo.
Cầu Phong Châu từ lâu xuất hiện vấn nạn khai thác cát lậu công khai ngay khu vực chân cầu, cùng với việc xe quá tải trọng lưu thông thường xuyên, gây hư hại cầu, tiềm ẩn nguy cơ mất an toàn giao thông. Người dân địa phương đã gửi đơn xin nâng cấp, bảo trì hàng năm lên UBND Tỉnh vì lo ngại về tính an toàn, tuy nhiên đều không được duyệt. Một số đợt bảo trì đã được thực hiện, nhưng cũng chưa mang tính triệt để.

## Sự cố

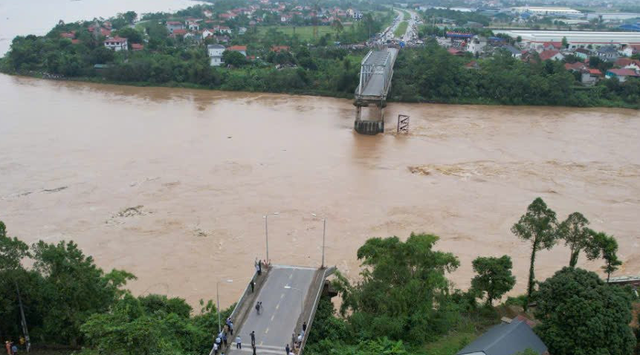
Hình ảnh cầu Phong Châu sau khi sập chụp từ trên cao

Cầu Phong Châu đã sập vào 10 giờ 2 phút sáng ngày 9 tháng 9 năm 2024, khiến 13 người, 10 ôtô và 2 xe máy rơi xuống phía dưới dòng sông Hồng sau đó 3 người may mắn thoát nạn. Sở Giao thông Vận tải Phú Thọ ban đầu xác định bão Yagi khiến mưa lũ, nước sông dâng, chảy xiết, dẫn đến thay đổi địa hình dưới cầu, kéo đổ trụ T7 và làm sập hai nhịp cầu. Qua điều tra, Cơ quan Cảnh sát điều tra cũng nhận định phần còn lại của cầu Phong Châu có khả năng sẽ bị sập bất cứ lúc nào.

### Khắc phục sự cố

#### Sử dụng cầu phao và phà quân sự
Ngày 29 tháng 9 năm 2024, Lữ đoàn công binh 249 thuộc Binh chủng Công Binh đã lắp đặt  một cầu phao cách cầu Phong Châu bị sập khoảng 400m về phía hạ lưu sông Hồng để thay thế tạm thời cầu Phong Châu đã sập. Từ 6 giờ sáng ngày 30 tháng 9, cầu phao được đưa vào vận hành. Theo đó, các xe thô sơ, xe máy, xe gắn máy, mô tô 3 bánh được phép lưu thông 2 chiều với vận tốc tối đa 5 km/h; các xe bán tải, ô tô con được phép lưu thông 1 chiều khi qua cầu với vận tốc tối đa 10 km/h, mỗi chiều 10 phút, khoảng cách tối thiểu giữa các xe là 30m. Các phương tiện đường thủy có thể lưu thông từ 22h đến 5h sáng hôm sau. Tuy nhiên, khi nước sông Hồng dâng cao hoặc chảy xiết, cầu phao sẽ tạm ngưng hoạt động và Lữ đoàn công binh 249 sẽ sử dụng phà quân sự để vận chuyển người đi bộ, xe gắn máy, xe thô sơ và các xe mô tô qua sông.

#### Triển khai xây dựng cầu mới
Ngày 30 tháng 9 năm 2024, Văn phòng Chính phủ có văn bản truyền đạt ý kiến của Phó Thủ tướng Trần Hồng Hà về việc tổ chức thực hiện đầu tư xây dựng cầu Phong Châu mới trên quốc lộ 32C. Theo văn bản, Phó Thủ tướng đồng ý đầu tư xây dựng cầu Phong Châu mới theo quy định về xây dựng công trình khẩn cấp tại Điều 130 Luật Xây dựng.
Ngày 18 tháng 10 năm 2024, Phó Thủ tướng Trần Hồng Hà chủ trì cuộc họp nghe báo cáo về tình hình triển khai dự án xây dựng cầu Phong Châu mới của tỉnh Phú Thọ. Tại cuộc họp, Thứ trưởng Bộ GTVT Nguyễn Duy Lâm đánh giá dự kiến trong tháng 12, Bộ GTVT sẽ hoàn thành thủ tục phê duyệt dự án đầu tư, chỉ định nhà thầu, khởi công dự án.
Ngày 15 tháng 11 năm 2024, Phó Thủ tướng Thường trực Nguyễn Hòa Bình đã ký quyết định bổ sung 800 tỷ đồng từ nguồn dự phòng ngân sách Trung Ương năm 2024 cho Bộ Giao thông Vận tải để đầu tư xây dựng cầu mới. Cùng ngày, nhiều kỹ sư đang khoan khảo sát địa chất, phục vụ xây dựng cầu mới, và phần cầu bị sập vẫn đang được trục vớt. Ngày 14 tháng 12 năm 2024, phần cầu Phong Châu còn lại bắt đầu được phá dỡ. Ngày 21 tháng 12 năm 2024, Bộ GTVT cho khởi công xây dựng cầu mới theo lệnh khẩn cấp.